# Farmaceutyczno-Chemiczna Spółdzielnia Pracy „Galenus”
Farmaceutyczno-Chemiczna Spółdzielnia Pracy „Galenus” – polskie przedsiębiorstwo farmaceutyczno-chemiczne z siedzibą w Warszawie.

## Opis
Spółdzielnię utworzono w 1982 jako zakład chemiczny syntezujący i konfekcji surowców farmaceutycznych, głównie na potrzeby receptury aptecznej. Siedziba spółdzielni pierwotnie znajdowała się przy ul. Elektoralnej, następnie przy ul. Senatorskiej 36. W 2000 roku producent przeniósł się do nowego budynku przy ul. Hutniczej 8, w którym znalazła się wytwórnia farmaceutyczna, hurtownia oraz biuro.
Kilka lat później zrezygnowano z syntezy substancji farmaceutycznych i rozpoczęto konfekcję surowców wytwarzanych przez innych producentów krajowych oraz zagranicznych. Profil wytwarzanego asortymentu Spółdzielni zmieniał się na przestrzeni lat. Przez wiele lat oferowane były głównie surowce farmaceutyczne przeznaczone do receptury aptecznej.
W końcu lat 80 XX w. przejęto produkcję surowców od Zakładów Farmaceutycznych Polfa, m.in. kwasu benzoesowego, fenytoiny, dermatolu, zasadowego węglanu bizmutawego, acetarsolu, fenacetyny, soli wapniowej cyklobarbitalu, soli sodowej barbitalu, glicyny, chlorowodorku polokainy, „kofeinosalicylanu sodu” (salicylan sodu + 56% kofeiny), luminalu i jego soli sodowej.
Od połowy lat 90 XX w. stopniowo ograniczano asortyment konfekcji substancji. Obecnie spółdzielnia prowadzi konfekcję jako podwykonawca.
Przedsiębiorstwo wytwarza produkty lecznicze: Sulfarinol krople do nosa, Magsolvit B6 syrop, Rectanal wlew doodbytniczy.